# Amir Derakh
Amir Davidson (Schenectady, 20 de junio de 1963), más conocido como Amir Derakh, es un músico y productor discográfico estadounidense de ascendencia persa. 

## Carrera
En 1997 se convirtió en el guitarrista de la agrupación Orgy. Años atrás fue el reemplazo del guitarrista Craig Goldy en la banda Rough Cutt. Tras abandonar esta formación, se unió a la agrupación Jailhouse. Más tarde se convirtió en vocalista y guitarrista de la banda Julien-k y en miembro de Dead By Sunrise, la banda alterna de Chester Bennington, el fallecido vocalista de Linkin Park.
Además de su trabajo como músico, se ha desempeñado como productor discográfico.

### Hear n' Aid
En 1985 participa del proyecto Hear n' Aid, liderado por Ronnie James Dio, que buscaba recaudar fondos para mitigar el hambre en África. Amir Derakh compartió escenario junto a muchos reconocidos músicos de la época, como Rob Halford de Judas Priest, Don Dokken de Dokken y el propio Dio.